# Ciupercenii Noi
Ciupercenii Noi è un comune della Romania di 5799 abitanti, ubicato nel distretto di Dolj, nella regione storica dell'Oltenia.
Il comune è formato dall'unione di 2 villaggi: Ciupercenii Noi e Smârdan.